# 2002-es magyar úszóbajnokság
A 2002-es magyar úszóbajnokságot – amely a 104. magyar bajnokság volt – júniusban rendezték meg Székesfehérváron.

## Eredmények

### Férfiak
| Versenyszám            | Arany                                                                | Arany    | Ezüst                                                          | Ezüst    | Bronz                                                                                      | Bronz    |
| ---------------------- | -------------------------------------------------------------------- | -------- | -------------------------------------------------------------- | -------- | ------------------------------------------------------------------------------------------ | -------- |
| 50 m gyorsúszás        | Zubor Attila Bp. Spartacus                                           | 23,39    | Gáspár Zsolt FTC                                               | 23,42    | Flaskay Mihály Eger Városi UK                                                              | 23,83    |
| 100 m gyorsúszás       | Zubor Attila Bp. Spartacus                                           | 50,09    | Gáspár Zsolt FTC                                               | 51,00    | Flaskay Mihály Eger Városi UK                                                              | 51,97    |
| 200 m gyorsúszás       | Zubor Attila Bp. Spartacus                                           | 1:50,57  | Szűcs Tamás FTC                                                | 1:51,45  | Kerékjártó Tamás Székesfehérvári Delfin                                                    | 1:52,85  |
| 400 m gyorsúszás       | Szűcs Tamás FTC                                                      | 4:02,94  | Tóth Pál Bp. Spartacus                                         | 4:05,98  | Fekete László Rája '94                                                                     | 4:10,24  |
| 800 m gyorsúszás       | Kolozár Dávid Székesfehérvári Delfin                                 | 8:22,75  | Nagy Péter Rája '94                                            | 8:27,58  | Tóth Pál Bp. Spartacus                                                                     | 8:29,61  |
| 1500 m gyorsúszás      | Cseh László Bp. Spartacus                                            | 15:56,46 | Nagy Péter Rája '94                                            | 15:58,39 | Batházi István Bp. Spartacus                                                               | 16:18,23 |
| 50 m hátúszás          | Horváth Péter Sport Plusz                                            | 26,25    | Cseh László Bp. Spartacus                                      | 26,97    | Szikora Tamás Bp. Honvéd                                                                   | 27,71    |
| 100 m hátúszás         | Cseh László Bp. Spartacus                                            | 56,77    | Makány Balázs ANK Pécs                                         | 58,63    | Szentesi Szabolcs Szegedi UE                                                               | 59,38    |
| 200 m hátúszás         | Cseh László Bp. Spartacus                                            | 2:02,63  | Horváth Péter Sport Plusz                                      | 2:03,17  | Makány Balázs ANK Pécs                                                                     | 2:07,05  |
| 50 m mellúszás         | Flaskay Mihály Eger VUK                                              | 28,35    | Güttler Károly Bp. Spartacus                                   | 28,44    | Bodor Richárd Pécsi TÁSI                                                                   | 28,77    |
| 100 m mellúszás        | Flaskay Mihály Eger VUK                                              | 1:01,75  | Güttler Károly Bp. Spartacus                                   | 1:02,09  | Bodor Richárd Pécsi TÁSI                                                                   | 1:02,10  |
| 200 m mellúszás        | Bodor Richárd Pécsi TÁSI                                             | 2:15,14  | Gyurta Dániel A Jövő SC                                        | 2:16,58  | Máté Hunor Four Diamond                                                                    | 2:19,42  |
| 50 m pillangóúszás     | Horváth Péter Sport Plusz                                            | 24,67    | Gáspár Zsolt FTC                                               | 24,68    | Flaskay Mihály Eger VUK                                                                    | 25,27    |
| 100 m pillangóúszás    | Gáspár Zsolt FTC                                                     | 53,74    | Kolozár Dávid Székesfehérvári Delfin                           | 55,50    | Bereczki János Szombathelyi Vízmű                                                          | 56,66    |
| 200 m pillangóúszás    | Kolozár Dávid Székesfehérvári Delfin                                 | 1:59,58  | Szabó Géza FTC                                                 | 2:02,64  | Szabó Zsolt Békéscsabai Előre                                                              | 2:06,25  |
| 200 m vegyes úszás     | Kerékjártó Tamás Székesfehérvári Delfin                              | 2:02,20  | Batházi István Bp. Spartacus                                   | 2:03,78  | Cseh László Bp. Spartacus                                                                  | 2:05,57  |
| 400 m vegyes úszás     | Batházi István Bp. Spartacus                                         | 4:21,40  | Kerékjártó Tamás Székesfehérvári Delfin                        | 4:23,46  | Kiss Boldizsár FTC                                                                         | 4:28,96  |
| 4 × 100 m gyorsváltó   | FTC Szűcs Tamás Mészáros Gergely Bunda Máté Gáspár Zsolt             | 3:27,08  | Bp. Spartacus Zubor Attila Tóth Pál Batházi István Cseh László | 3:31,28  | Székesfehérvári Delfin Madár Bálint Kolozár Dávid Schönek András Kerékjártó Tamás          | 3:35,65  |
| 4 × 200 m gyorsváltó   | FTC Gáspár Zsolt Kiss Boldizsár Bunda Máté Szűcs Tamás               | 7:36,47  | Bp. Spartacus Cseh László Batházi István Tóth Pál Zubor Attila | 7:40,36  | Székesfehérvári Delfin Madár Bálint Kolozár Dávid Schönek András Kerékjártó Tamás          | 8:01,46  |
| 4 × 100 m vegyes váltó | Bp. Spartacus Cseh László Güttler Károly Batházi István Zubor Attila | 3:45,89  | FTC Madarassy Ádám Nagy Gergely Gáspár Zsolt Szűcs Tamás       | 3:50,78  | Székesfehérvári Delfin Papp Gergely Kerékjártó Tamás Kolozár Dávid Schönek András\|3:56,66 |          |

### Nők
| Versenyszám            | Arany                                                                     | Arany      | Ezüst                                                                 | Ezüst    | Bronz                                                               | Bronz    |
| ---------------------- | ------------------------------------------------------------------------- | ---------- | --------------------------------------------------------------------- | -------- | ------------------------------------------------------------------- | -------- |
| 50 m gyorsúszás        | Csobánki Zsuzsa FTC                                                       | 26,93      | Laki Margit Bp. Spartacus                                             | 27,28    | Ferenczi Orsolya Bp. Honvéd                                         | 27,37    |
| 100 m gyorsúszás       | Risztov Éva Bp. Spartacus                                                 | 56,92      | Papp Renáta Dunaferr                                                  | 58,52    | Molnár Viktória Dunaferr                                            | 58,67    |
| 200 m gyorsúszás       | Risztov Éva Bp. Spartacus                                                 | 2:01,02 OR | Lipcsei Krisztina Bp. Spartacus                                       | 2:05,48  | Molnár Viktória Dunaferr                                            | 2:05,54  |
| 400 m gyorsúszás       | Risztov Éva Bp. Spartacus                                                 | 4:11,27    | Nagy Réka Rája '94                                                    | 4:18,41  | Lipcsei Krisztina Bp. Spartacus                                     | 4:18,89  |
| 800 m gyorsúszás       | Risztov Éva Bp. Spartacus                                                 | 8:31,35 OR | Nagy Réka Rája '94                                                    | 8:56,57  | Verrasztó Evelyn A Jövő SC                                          | 9:06,92  |
| 1500 m gyorsúszás      | Risztov Éva Bp. Spartacus                                                 | 16:29,23   | Nagy Réka Rája '94                                                    | 16:33,97 | Barsi Claudia Bp. Spartacus                                         | 17:24,08 |
| 50 m hátúszás          | Szepesi Nikolett Bp. Spartacus                                            | 30,22      | Decsi Eszter Székesfehérvári Delfin                                   | 30,77    | Fülöp Mariann FTC                                                   | 30,94    |
| 100 m hátúszás         | Szepesi Nikolett Bp. Spartacus                                            | 1:03,99    | Decsi Eszter Székesfehérvári Delfin                                   | 1:04,82  | Fülöp Mariann FTC                                                   | 1:05,56  |
| 200 m hátúszás         | Szepesi Nikolett Bp. Spartacus                                            | 2:17,27    | Pálmai Andrea Bp. Honvéd                                              | 2:17,79  | Kiss Annamária Dunaferr                                             | 2:20,45  |
| 50 m mellúszás         | Kovács Ágnes Bp. Spartacus                                                | 33,03      | Reményi Diána Bp. Spartacus                                           | 33,86    | Bunford Nóra FTC                                                    | 34,42    |
| 100 m mellúszás        | Kovács Ágnes Bp. Spartacus                                                | 1:10,30    | Czakó Andrea Pécsi TÁSI                                               | 1:14,19  | Balogh Vanessa A Jövő SC                                            | 1:14,66  |
| 200 m mellúszás        | Kovács Ágnes Bp. Spartacus                                                | 2:28,56    | Reményi Diána Bp. Spartacus                                           | 2:30,18  | Balogh Vanessa A Jövő SC                                            | 2:36,63  |
| 50 m pillangóúszás     | Nyíry Anna FTC                                                            | 27,93      | Taray Kata Bp. Spartacus                                              | 28,71    | Papp Renáta Dunaferr                                                | 28,75    |
| 100 m pillangóúszás    | Papp Renáta Dunaferr                                                      | 1:02,22    | Nyíry Anna FTC                                                        | 1:02,23  | Taray Kata Bp. Spartacus                                            | 1:02,38  |
| 200 m pillangóúszás    | Risztov Éva Bp. Spartacus                                                 | 2:12,93    | Lipcsei Krisztina Bp. Spartacus                                       | 2:14,43  | Urbán Kata Dunaferr                                                 | 2:15,63  |
| 200 m vegyes úszás     | Reményi Diána Bp. Spartacus                                               | 2:17,54    | Szántó Szintia Bp. Honvéd                                             | 2:21,52  | Bunford Nóra FTC                                                    | 2:24,47  |
| 400 m vegyes úszás     | Risztov Éva Bp. Spartacus                                                 | 4:42,85    | Reményi Diána Bp. Spartacus                                           | 4:49,93  | Nagy Réka Rája '94                                                  | 4:54,30  |
| 4 × 100 m gyorsváltó   | Dunaferr Molnár Viktória Miskovicz Zsuzsa Kiss Annamária Papp Renáta      | 3:53,32    | Bp. Spartacus Kovács Ágnes Lipcsei Krisztina Taray Kata Risztov Éva   | 3:54,67  | Bp. Honvéd Ferenczy Orsolya Szabó Lívia Szántó Szintia Dabi Katalin | 4:02,83  |
| 4 × 200 m gyorsváltó   | Bp. Spartacus Kovács Ágnes Lipcsei Krisztina Szepesi Nikolett Risztov Éva | 8:25,32    | Dunaferr Molnár Viktória Miskovicz Zsuzsa Kiss Annamária Papp Renáta  | 8:32,47  | FTC Dörnyei Veronika Fülöp Mariann Csobánki Zsuzsa Bunford Nóra     | 8:39,94  |
| 4 × 100 m vegyes váltó | Bp. Spartacus Szepesi Nikolett Kovács Ágnes Taray Kata Risztov Éva        | 4:15,39    | Bp. Honvéd Pálmai Andrea Szántó Szintia Ferenczy Orsolya Dabi Katalin | 4:21,27  | FTC Fülöp Mariann Bunford Nóra Nyíry Anna Csobánki Zsuzsa           | 4:21,57  |